# Estación de Venta de Cárdenas
Venta de Cárdenas es un apartadero ferroviario situado en la pedanía de Venta de Cárdenas, que a su vez forma parte del municipio español de Almuradiel, en la provincia de Ciudad Real. En la actualidad la estación no presta servicio de viajeros y los trenes no paran en ella, salvo en apartado y cruce de trenes, al ser tramo de vía única.

## Situación ferroviaria
La estación se encuentra en el punto kilométrico 266,0 de la línea férrea de ancho ibérico Alcázar de San Juan-Cádiz. El tramo es de vía única y está electrificado. La estación se encuentra a 648,29 metros de altitud. Se halla entre las estaciones de Almuradiel-Viso del Marqués y Las Correderas.

## Historia
La estación fue abierta al tráfico el 25 de mayo de 1865 con la puesta en marcha del tramo Santa Cruz de Mudela-Venta de Cárdenas de la línea que pretendía unir Manzanares con Córdoba. La obtención de la concesión de dicha línea por parte de la compañía MZA fue de gran importancia para ella dado que permitía su expansión hacia el sur tras lograr enlazar con Madrid los otros dos destinos que hacían honor a su nombre (Zaragoza y Alicante). En 1941, tras la nacionalización de los ferrocarriles de ancho ibérico, las instalaciones pasaron a formar parte de la recién creada RENFE.
En 1957 llegó electrificación a la estación, no obstante, el tendido no se completó hasta Madrid hasta 1963.
Desde enero de 2005 Renfe Operadora explota la línea mientras que Adif es la titular de las instalaciones ferroviarias.

## La estación
En 1983 entró en servicio la subestación eléctrica, telemandada desde Córdoba.